# Maurice Charretier
Maurice Charretier, né le 17 septembre 1926 à Saint-Geniès-de-Comolas, dans le Gard, et mort le 30 septembre 1987 à Carpentras (Vaucluse), est un homme politique français.

## Biographie
Avocat de profession, il est élu maire de la ville de Carpentras dans le Vaucluse en 1965, fonction qu'il conserve jusqu'à sa mort.
En mars 1978, il est élu député UDF de la 3e circonscription de Vaucluse. Il est alors membre du Parti républicain, l'une des composantes de l'UDF.
Le 4 juillet 1979, il devient ministre du Commerce et de l'Artisanat du gouvernement Raymond Barre alors en place. Il est remplacé au Parlement par sa suppléante Marie-Madeleine Signouret à compter du 5 août suivant. Il perd cette fonction à la suite de la démission du Premier ministre et de son gouvernement après l'élection de François Mitterrand en mai 1981.
Le 13 mars 1986, il est de nouveau élu député UDF du Vaucluse. Il occupe cette fonction jusqu'au 30 septembre 1986, date à laquelle, il est élu sénateur. Il devient alors membre de la commission des lois constitutionnelles, de la législation, du suffrage universel, du règlement et d'administration générale, ainsi qu'un membre du groupe de l'Union des républicains et des indépendants.

## Fonctions et mandats

### Fonctions ministérielles
- Ministre du Commerce et de l'Artisanat du gouvernement Raymond Barre (3), du 4 juillet 1979 au 13 mai 1981.

### Mandats parlementaires
- Député UDF du Vaucluse, du 3 avril 1978 au 4 août 1979.
- Député UDF du Vaucluse, du 2 avril 1986 au 30 septembre 1986.
- Sénateur du Vaucluse, du 2 octobre 1986 au 30 septembre 1987 (mort en fonction).

### Mandats locaux
- Maire de Carpentras de 1965 à 1987 (mort en fonction).
- Conseiller général du Vaucluse de 1967 à 1973

## Hommage
Une place à Carpentras porte son nom, ainsi qu'un prix de course de chevaux.